# (78430) Andrewpearce
(78430) Andrewpearce est un astéroïde de la ceinture principale.

## Description
(78430) Andrewpearce est un astéroïde de la ceinture principale. Il fut découvert le 18 août 2002 à l'observatoire Palomar par Sebastian F. Hönig. Il présente une orbite caractérisée par un demi-grand axe de 2,71 UA, une excentricité de 0,06 et une inclinaison de 3,2° par rapport à l'écliptique.

## Compléments